# Gecse
Gecse község Veszprém vármegyében, a Pápai járásban.

## Fekvése
A Bakony nyúlványai és a Kisalföld síkvidékének találkozásánál, a Sokoróalja délnyugati részén, a Pannonhalmi borvidék mentén fekszik.
A szomszédos települések: északkelet felől Szerecseny (3 kilométerre), délkelet felől Lovászpatona (légvonalban 8, közúton mintegy 14-15 kilométerre), dél felől Vaszar (6 kilométerre), nyugat felől pedig Gyarmat (3 kilométerre). A legközelebbi városok, Tét és Pápa 11, illetve 15 kilométeres távolságban vannak.

### Megközelítése
A település közúton a legkönnyebben a Pápa és Győr között húzódó a 83-as főúton közelíthető meg, amelyről Gyarmat központjában kell letérni a 8305-ös útra; ezen mintegy 3-4 kilométeres utazással érhető el a község. Északkeleti szomszédjával, Szerecsennyel a 8312-es út köti össze.
Elérhető vasúton is, a MÁV 10-es számú Győr–Celldömölk-vasútvonalán, melynek egy megállási pontja van itt. Gecse-Gyarmat vasútállomás a két névadó község határvonala mentén, de teljesen gecsei területen helyezkedik el, a 8305-ös út vasúti keresztezésének északi oldalán.

## Története
Gecse egykor a lövöldi karthauziak birtoka volt, majd 1554-ben a Veszprémi püspökség tulajdonába, a 19. században pedig a Szombathelyi Papnevelő Intézet birtokába került.
A falut is érintették a törökök pusztításai, majd 1893-ban egy nagy tűzvész nyomán ismét sok család maradt hajlék nélkül.
A falu létért való küzdelmeit fokozta, hogy a település nem rendelkezett megfelelő nagyságú határral, ami miatt megélhetéséhez kénytelen volt legelőket bérelni a szomszédos Gyarmat és Gyömöre területén. A kedvezőtlen megélhetési körülményeket a falu nagy területű szőlőhegye (Kissomlyó) ellensúlyozta, melyen az idők folyamán fejlett szőlőkultúra alakult ki itt, majd a későbbiekben megindult a szőlőhegyre való betelepülés is, sok család választotta otthonául a jó adottságokkal, ivóvízzel is ellátott szőlőhegyet.

## Közélete

### Polgármesterei
- 1990–1994: Kiss Sándor (független)[3]
- 1994–1998: Kiss Sándor (független)[4]
- 1998–2002: Kiss Sándor (független)[5]
- 2002–2006: Kiss Sándor (független)[6]
- 2006–2007: Kiss Sándor (független)[7]
- 2008–2010: Istenes Gyula (független)[8]
- 2010–2014: Istenes Gyula (független)[9]
- 2014–2019: Istenes Gyula (független)[10]
- 2019–2024: Istenes Gyula (független)[11]
- 2024– : Istenes Gyula (független)[1]

A településen 2008. február 17-én időközi polgármester-választást tartottak, az előző polgármester lemondása miatt.

## Népesség
A település népességének változása:
| Lakosok száma | 389  | 378  | 384  | 396  | 387  | 392  | 387  |
|               | 2013 | 2014 | 2015 | 2021 | 2022 | 2023 | 2024 |

A 2011-es népszámlálás során a lakosok 97%-a magyarnak, 1,7% németnek, 0,5% cigánynak, 0,2% horvátnak mondta magát (2,7% nem nyilatkozott; a kettős identitások miatt az végösszeg nagyobb lehet 100%-nál). A vallási megoszlás a következő volt: római katolikus 47,5%, református 4%, evangélikus 31,3%, görögkatolikus 0,2%, felekezeten kívüli 3,2% (13,7% nem nyilatkozott).
2022-ben a lakosság 92%-a vallotta magát magyarnak, 1,3% németnek, 1,3% cigánynak, 0,8% ukránnak, 0,8% románnak, 0,5% lengyelnek, 0,3% ruszinnak, 0,8% egyéb, nem hazai nemzetiségűnek (7,2% nem nyilatkozott; a kettős identitások miatt a végösszeg nagyobb lehet 100%-nál). Vallásuk szerint 34,4% volt római katolikus, 23% evangélikus, 2,3% református, 0,3% görög katolikus, 0,3% ortodox, 1,3% egyéb katolikus, 9,3% felekezeten kívüli (29,2% nem válaszolt).

## Nevezetességei
- Római katolikus templom
- Evangélikus temploma és iskolája 1787-ben épült.
- Temetőjében található az 1848–49-es szabadságharcos, Eberhardt Károly honvédőrnagy márvány síremléke.
- Tájház
- Szőlőhegy 150 éves nádfedeles pincékkel